# Melanolycaena thecloides
Melanolycaena thecloides är en fjärilsart som beskrevs av Atuhiro Sibatani 1974. Melanolycaena thecloides ingår i släktet Melanolycaena och familjen juvelvingar. Inga underarter finns listade i Catalogue of Life.